# Amir Abbas Hoveida
Amir Abbas Hoveida (en persan : امیر عباس هویدا), né le 18 février 1919 à Téhéran et mort le 7 avril 1979 dans la même ville, est un homme politique iranien. Son nom se transcrit également Hoveyda. Son personnage était associé à l'orchidée qu'il portait à la boutonnière et à la pipe qu'il fumait ostensiblement. Sous le règne de Mohammad Reza Chah, il fut le Premier ministre d'Iran le plus longtemps resté en poste (du 27 janvier 1965 au 7 août 1977, soit pendant presque treize ans). Après la révolution islamique, il fut jugé par les nouvelles autorités et condamné à mort pour « avoir fait la guerre à Dieu (en) » et « semé la corruption sur la Terre (en) ».

## Biographie

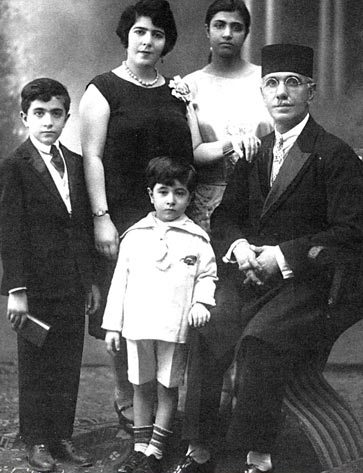
La famille Hoveida à Beyrouth, vers 1929. Amir Abbas est le plus grand des fils, son jeune frère Fereydoune est au centre.

Il naît dans une famille de la haute société. Son père Abibollah Hoveyda (titré Ayn ol-Molk) est un diplomate expérimenté  de la fin de la dynastie des Qadjars et sa mère, née Afsar ol-Molouk, descend de la famille royale. Son père était de religion baha’ie avant de retourner au chiisme duodécimain. Quant à Amir Abbas Hoveyda, il était agnostique . Il est également le neveu du Schindler iranien, Abdol Hossein Sardari (1914-1981). À cause de la situation de son père, Amir Abbas Hoveyda passe sa jeunesse dans divers pays. Il parle couramment le français, comme la haute société de l'époque. De plus ayant fait une grande partie de ses études au lycée français de Beyrouth (où il a Chapour Bakhtiar comme condisciple), où son père était en poste, il exprime toute sa vie un amour pour la culture française, en particulier sa littérature avec Molière, Baudelaire, Gide, Malraux, etc. qu'il pouvait citer de mémoire. On dira même plus tard qu'il connaissait mieux Baudelaire que Ferdowsi.
Il poursuit en 1938 ses études supérieures à Londres (ville qui le déprime), ce qui lui permet de parler l'anglais ; puis après un bref passage en France en 1939, écourté par un litige diplomatique mineur entre Reza Chah Pahlavi et le gouvernement français, il continue ses études à l'université libre de Bruxelles. Il est diplômé en sciences politiques en 1941, alors que le pays est en pleine occupation allemande. Cette année-là, l'Iran, qui avait tenté de se maintenir neutre dans la Seconde Guerre mondiale, est envahi par les Alliés, qui déposent l'empereur Reza Chah, auquel succède son fils Mohammad Reza Chah Pahlavi. Le Premier ministre Foroughi déclarera la guerre à l'Allemagne en septembre 1943.

### Carrière militaire et civile
À son retour en Iran en 1942, Hoveida se reposa pendant quelques mois avant de se lancer comme soldat dans l'armée nationale iranienne. Son plan à l'époque était d'utiliser son expérience en tant que conscrit pour compléter son curriculum vitae au ministère des Affaires étrangères où il comptait demander un emploi.

En raison de son enseignement supérieur, Hoveida aurait pu contourner le camp d'entraînement et entrer directement dans l'Académie des officiers. Les Premiers ministres modernes de l'Iran, jusqu'à ce moment, avaient pu éviter le service militaire, mais Hoveida choisit volontairement de s'enrôler. Bien qu'enraciné dans l'aristocratie lui-même, la décision de Hoveyda était originale dans le sens où les facilités disponibles pour ses futurs prédécesseurs étaient souvent rares pour un jeune fonctionnaire du gouvernement.
Le ministère des Affaires étrangères envoya un message huit mois plus tard confirmant le rendez-vous de Hoveyda. Pour certains, le processus de demande rapide est une preuve suffisante pour suggérer qu'il existait des forces influentes qui contribuèrent à accélérer l'ascension professionnelle d'Hoveyda. Ces allégations, cependant, sont souvent basées sur le ouï-dire plutôt que sur des faits justifiés. Au cours de son séjour au ministère, Hoveyda s'est entretenu avec de nombreux éléments de la haute société iranienne, y compris Sadegh Hedayat et Sadegh Chubak. Son affinité pour l'intelligentsia du pays fut clairement reconnaissable dans sa stratégie ultérieure en tant que Premier ministre. En essayant de consolider le partenariat entre le régime monarchique et l'opposition intellectuelle, Hoveyda espérait (quand il était Premier ministre) que cela porterait ses fruits et que le gouvernement serait informé de la nécessité de réformes progressives . D'autres, comme Jalal al-e Ahmad, écrivain et critique politique et social, virent la proximité d'Hoveyda avec les intellectuels de l'Iran comme une forme de flagornerie. D'autre part, Hedayat et d'autres personnages excentriques identifiaient et repoussaient vite les opportunistes qui tentaient de les utiliser pour faire croître leur statut social. Hedayat et d'autres ne s'éloignèrent jamais d'Hoveyda, symbolisant l'authenticité intellectuelle de ce dernier.
Hoveyda acquérant plus d'expérience, les opportunités au sein de l'appareil gouvernemental iranien s'offrirent à lui. En août 1944, par exemple, il accepta un poste pour accompagner Zein ol-Abedin Rahnema, ministre plénipotentiaire iranien, en France. Étant un francophile avide, Hoveyda apprécia son poste à l'ambassade, mais il fut bientôt enchevêtré dans un scandale international qui l'entacherait pour le reste de sa vie. Le « Paris Story » raconte l'importation illégale d'actifs financiers, stockés dans les banques suisses pendant la guerre à des fins de sécurité, des coffres de la Suisse à des riches hommes d'affaires français en 1945. Pour éviter les taxes à la frontière, le personnel diplomatique put agir comme intermédiaire, car les véhicules de l'ambassade ne pouvaient pas, selon la loi, être ouverts au franchissement de frontière. Bien que Hoveida n'ait jamais rien eu à voir avec ces transferts illégaux, sa simple association avec certaines des personnalités inculpés fut suffisante pour ses ennemis (surtout quand il fut plus tard Premier ministre) pour qu'il soit utilisé comme bouc émissaire dans l'affaire.

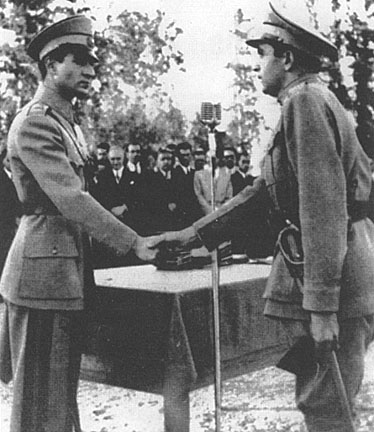
Hoveyda (à droite) diplômé de l'Académie des officiers en 1943. Sa première rencontre avec le shah (à gauche), qui avait lui-même accédé récemment au trône.

Mis à part son érudition, le patronage d'Abdullah Entezam, un diplomate indépendant de grande réputation, aida l'ascension d'Hoveida aux échelons supérieurs du fonctionnariat. Sous le règne de Mohammad Reza Shah Pahlavi, le Shah (roi) d'Iran, le seul moyen d'obtenir des positions de haut rang dans n'importe quel secteur de la société passait par une suite de contacts et un important parrainage, ce qui accrut le travail d'Hoveyda avec Entezam. Les deux travaillèrent ensemble notamment lorsque Hoveyda était en poste à Stuttgart, en Allemagne de l'Ouest. En 1947, Hoveyda fut chargé de négocier les transactions conclues entre l'Iran et l'Allemagne. L'une de ses affaires les plus importantes fut l'achat par l'Iran d'équipements d'usine nécessaires à la construction d'une aciérie, dans laquelle la transaction des composants matériels n'a jamais été réalisée avec succès.
En 1950, Hoveyda revint à nouveau en Iran, alors dans une des périodes les plus tumultueuses de la période moderne de son histoire. Alors qu'Hoveyda avait un travail particulièrement ennuyeux en tant que directeur adjoint du bureau des relations publiques au ministère des Affaires étrangères, Mohammad Mossadegh mobilisait le sentiment nationaliste pour qu'il puisse accéder au pouvoir. Début 1951, Entezam fut nommé ministre des Affaires étrangères dans le gouvernement d'Hossein Ala', ce qui permit à Hoveyda d'assumer un rôle intellectuellement stimulant en tant que secrétaire exécutif d'Entezam. Son mandat ne dura pas longtemps avant que Mossadegh ne soit nommé Premier ministre, et que Bagher Kazemi (en) ne remplace Entezam ; Hoveyda décide alors de se retirer, le nouveau ministre n'étant pas de ses amis, pas plus que son futur successeur présumé, Hossein Fatemi.
Quittant l'Iran une fois de plus en 1952, Hoveida put obtenir un poste auprès du Haut Commissariat des Nations unies pour les réfugiés à Genève, grâce à ses contacts européens. En tant qu'officier de liaison, il fut chargé de visiter divers continents, y compris l'Asie, l'Afrique et les Amériques, s'occupant du sort des réfugiés et il rédigea plusieurs recommandations de hauts fonctionnaires de l'ONU.
L'ambassade iranienne en Turquie sera le dernier poste officiel d'Hoveyda en dehors des frontières de l'Iran. Assistant de l'ambassadeur, qui était le père de son ami, Hassan Ali Mansour (Ali Mansour), Hoveyda quitta rapidement son poste après que le père de Mansour ait été remplacé par un général autoritaire en 1957.

### Haut personnage de l’État

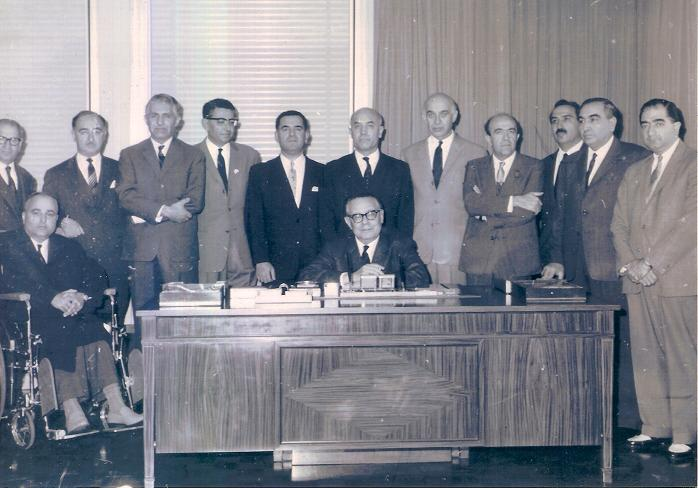
Hoveida, quatrième en partant de la droite, avec le Conseil de la Société nationale de pétrole iranienne (SNIP).

La montée en puissance d'Hoveida nécessita de nombreuses années de service dans le ministère des affaires étrangères, un poste qui prit une autre mesure une fois qu'il rejoint le conseil d'administration de la Société nationale de pétrole iranienne (SNIP ou NIOC) en 1958 à la demande de son protecteur Abdollah Entezam, qui avait alors occupé un poste de haut rang dans l'entreprise. En tant que directeur général et assistant spécial d'Entezam, Hoveyda utilisa son expérience, sa formation en Occident pour transformer les relations entre la direction et les travailleurs. À titre d'exemple, il introduisit des méthodes novatrices par lesquelles les travailleurs pouvaient déposer des griefs concernant tout aspect de l'environnement de travail jugé insatisfaisant et ont aidé à occuper les rôles de la direction et des travailleurs dans une entité collective. L'une des façons dont il faisait cela était en mangeant plusieurs de ses repas aux côtés des travailleurs salariés de la cafétéria. Bien qu'il ait préconisé l'émulation des modèles occidentaux pour améliorer la productivité globale et les relations avec les travailleurs, Hoveyda fut en faveur de l'expulsion de techniciens étrangers et le recrutement de sources de travail indigènes. C'est au cours de son mandat que le périodique du NIOC, Kavosh (Exploration), fut publié pour la première fois. Ce qui est unique à propos de ce magazine, c'est qu'il était, au départ, quasiment vide de tout semblant de culte de la personnalité concernant le Shah.
Poursuivant ses fonctions de directeur général à la SNIP, Hoveyda aida également Hassan Ali Mansour à créer un groupe semi-indépendant de technocrates hautement formés, éduqués et jeunes. L'objectif principal de l'organisation était de concevoir des méthodes de redressement de l'économie en difficulté de la nation. Connu sous le nom de « Cercle progressif », ce dowreh (mot persan pour une réunion se tenant à intervalles réguliers) sponsorisé par le gouvernement fut une tentative délibérée du shah d'affaiblir la génération plus ancienne des politiciens au profit d'une nouvelle culture « progressive ». À sa création en 1959, le Cercle agit conjointement avec une commission économique gouvernementale similaire appelée l'organisation du Plan. Hoveyda joua un important rôle de chef de file du cercle et ainsi que dans une grande partie de ses efforts de recrutement.

Hoveida séduisait souvent son entourage par sa simplicité, conduisant lui-même, même devenu Premier ministre, sa Peykan pour faire le tour de la capitale, accompagné de son garde du corps. Il est ici avec son chef de cabinet, Abdol Ali Ghaffari.

Il fut membre de la Franc-maçonnerie,. Outre l'expérience et le mécénat, la franc-maçonnerie fut perçue par de nombreux politiciens à l'époque comme un crédit supplémentaire pour obtenir des postes gouvernementaux de haut rang. Il ne fait aucun doute que de nombreux politiciens influents de l'ère moderne de l'Iran furent membres de la loge Foroughi, loge à laquelle Hoveyda semblait appartenir. Hoveyda devint franc-maçon en 1960 sous le patronage d'Abdollah Entezam, également franc-maçon et grand-maître de la loge Foroughi, en croyant que sa simple association avec l'organisation aiderait à le propulser sous les feux des projecteurs nationaux, ce qui arriva pour Hoveida. Mais cette affiliation à une confrérie secrète changea le regard de autres sur lui : la franc-maçonnerie en Iran a toujours été considérée comme une extension de l'impérialisme britannique, voire son bras armé et, avec des rumeurs entourant les opinions religieuses d'Hoveyda, les opportunités d'attaquer Hoveyda se multiplièrent pour ses adversaires politiques au cours de ses années de chef de gouvernement et de politique étrangère. Le très bien documenté ministre de la Cour Asadollah Alam et le général Nassiri de la SAVAK, le service de sécurité intérieure et extérieure de l'Iran, contribuèrent à la publication de livres à tendance antimaçonnique, remplis de sous-entendus concernant Hoveyda. La rumeur, répandue par ses détracteurs, circula qu'il était bahá'í, une religion assez peu estimée par les religieux - et aujourd'hui persécutée - en Iran, mais lui et le Shah nièrent qu'il était bahá'í,,, cela en référence à la foi qui fut un temps la religion de son père.
Le « Cercle progressif » se fond en entité politique en 1963 avec la fondation du parti du nouvel Iran (Iran Novin). Hoveida commence à faire parler de lui sous le cabinet de Hassan Ali Mansour, devenu Premier ministre après la démission d'Amir Assadollah Alam, le 7 mars 1964. Il est alors ministre des Finances, et passe pour être un proche, voire le meilleur ami et le confident du Premier ministre, visionnaire et modernisateur. Le FMI, alors très présent en Iran, suggère de nombreuses mesures impopulaires visant à augmenter drastiquement le prix de certains produits très prisés -essence, gasoil, pétrole domestique, mazout, boissons gazeuses et passeports- pour prévenir l'inflation. Si Mansour résiste à de nombreuses pressions, Hoveida, lui, défend ardemment les positions du FMI. Au cours des premiers mois de la présidence de Mansour, le gouvernement fut attaqué pour avoir ratifié un projet de loi qui autorisait les droits extraterritoriaux des étrangers. Plus précisément, ceux qui bénéficiaient de la loi étaient des militaires américains et des personnes à charge. Ces « droits de capitulation » eurent un impact négatif sur l'image du gouvernement auprès de la population. Étant donné que les mesures prises par le gouvernement reflétaient le cabinet en poste à l'époque, en méconnaissant la participation ministérielle individuelle, Hoveida fut également accusé de la mise en œuvre du projet de loi même s'il ne fut pas directement impliqué dans sa rédaction. Rouhollah Moussavi, dit Khomeini, opposant notoire au régime qui avait provoqué une grave crise l’année précédente, exhorte les nombreuses personnes qui assistent à ses discours de tenter quelque chose contre le gouvernement ; Mansour le fait expulser en octobre 1964.

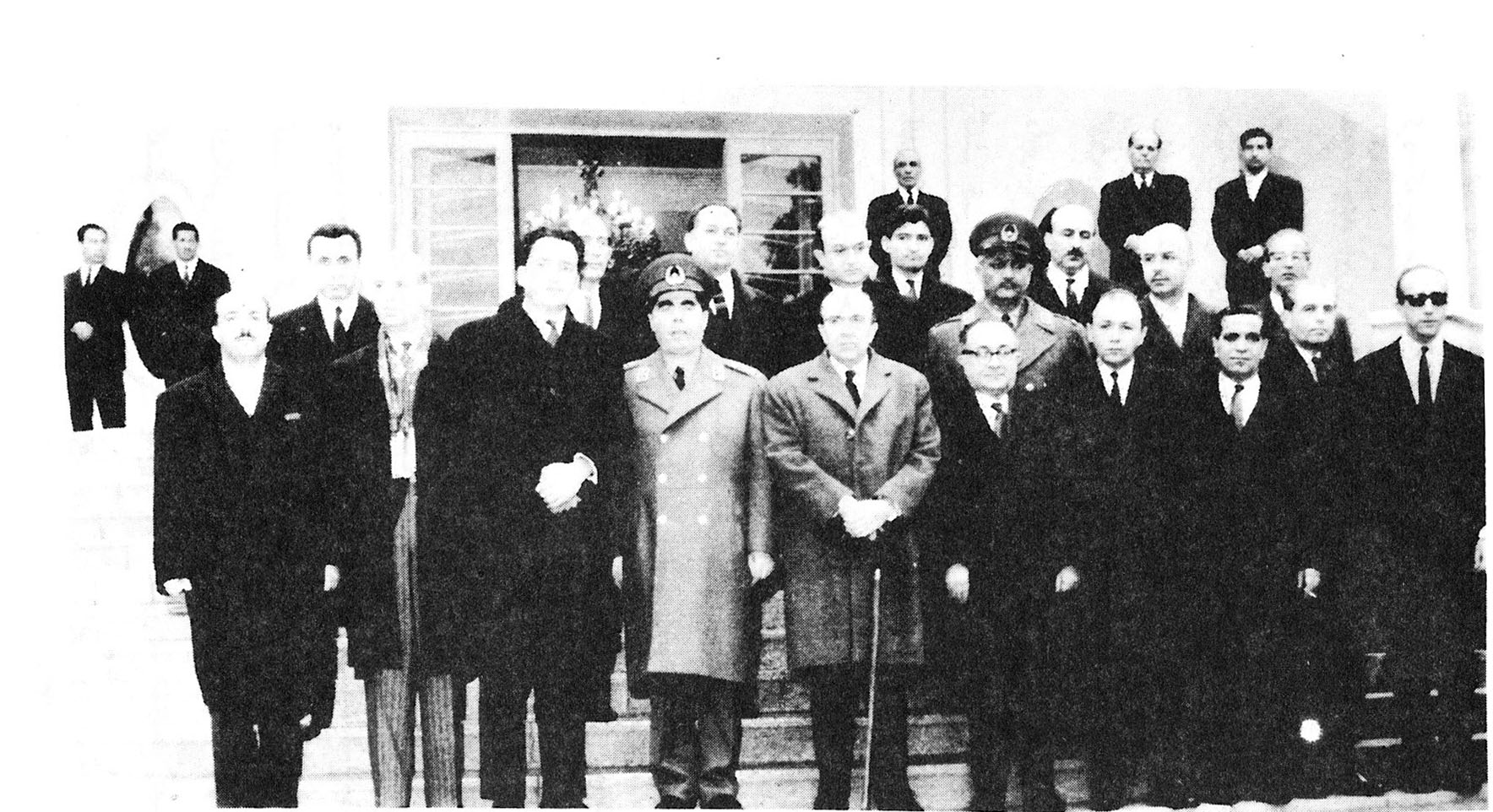
Le Premier cabinet d'Hoveida, en 1965.

La vengeance de ses disciples ne va pas se faire attendre. Le 21 janvier 1965, Mansour, alors devant le Parlement pour serrer des mains, est victime d'un attentat perpétré par un dévot de dix-sept ans des Fedayin de l'Islam - proches de Khomeiny, alors qu'il doit déposer un nouveau contrat pétrolier pour renégocier les bénéfices pétroliers avec la société Pan American. Le 23, le Premier ministre rend l'âme. Pour lui succéder, plusieurs noms circulent, mais celui d'Hoveida est finalement retenu. L'entourage de Mansour le soutient... ou se raccroche à lui. Pourtant, Mme Mansour quitte l'Iran avec ses enfants, vers la Suisse où elle mourra quelques années plus tard, et après avoir rompu tout lien avec le "meilleur ami" de feu son époux. Amir Abbas Hoveida présente ses ministres au Shah le soir même. Premier ministre provisoire, il est confirmé par le Parlement le 27 janvier.

### Premier ministre

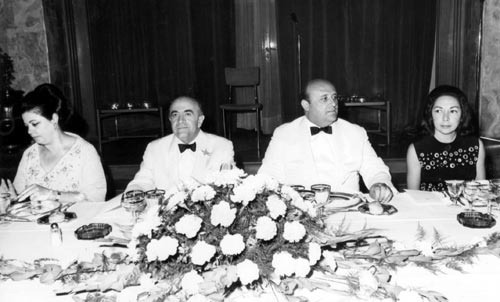
Hoveida et sa femme Leila (à l'extrême droite) recevant son homologue turc, Süleyman Demirel, et son épouse Nazmiye (à l'extrême gauche) à Téhéran.

Il fut Premier ministre iranien du 27 janvier 1965 au 6 août 1977. Son mandat est probablement le plus long exercé par un Premier ministre iranien (12 ans, 6 mois et 10 jours). Il est important de noter, cependant, que les tentations à l'autonomie observé parmi les Premiers ministres comme Ali Amini, Haj Ali Razmara et Mohammad Mossadegh furent systématiquement marginalisés par l'autocratique Mohammad Reza Shah. Dans sa campagne plutôt réussie de consolidation de son pouvoir, le roi a maintenu son image internationale de monarque constitutionnel, mais le mandat d'Hoveida comme Premier ministre, sa durée et sa relative impuissance dans les grandes décisions, atteste de la façon dont cette représentation n'était pas le reflet objectif de la réalité. Hoveyda devint vite un nom familier en Iran grâce à sa célèbre caricature dans l'ancien magazine Towfigh, le magazine de satire politique le plus populaire d'Iran. Hoveyda était largement inconnu parmi la population iranienne avant que Towfigh ne le parodie. La caricature mis l'accent sur certains signes distinctifs : il utilise une canne (à la suite d'un accident de la circulation), il porte une orchidée à sa boutonnière et fume une pipe. Le magazine Towfigh l'a qualifié de « rossé » et a même consacré un livre entier consacré à exposer ses faiblesses en tant que Premier ministre, intitulé « Assa-Nameh ». Le magazine et les médias iraniens en général le critiquaient souvent et lui prêtaient des mœurs légères, surtout parce qu'ils cherchaient à critiquer le Shah lui-même, mais qu'ils ne pouvaient pas le faire directement en raison de la censure.
Son mandat de Premier ministre commence fort : le 10 avril 1965, le shah est victime d'un attentat au Palais de Marbre, perpétré par un garde du corps, qui coûte la vie à l'assaillant et à un autre garde. L'enquête établie ensuite remontera à un groupuscule d'extrême gauche. Mais Hoveida, dans un premier temps, prétend que cela est dû à un accident sur un chantier, pour éviter d'ébruiter l'affaire ; il s'attire les foudres d'Ardeshir Zahedi, qui lui reproche de mentir à la population. Depuis lors et jusqu'à la fin du régime, les deux hommes seront en froid quand ils ne se détesteront tout simplement pas.

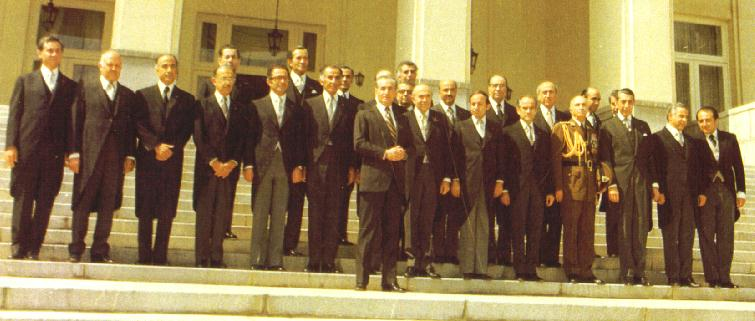
Le cabinet du gouvernement d'Hoveyda en 1975. Le Chah est au centre, avec Amir Abbas Hoveida à sa gauche, et Jamshid Amouzegar à sa droite.

Le 15 septembre 1965, la Chambre propose le titre d'Aria-Mèhr, c'est-à-dire « Soleil des Aryens » pour le souverain, décision acceptée peu de temps après par le Sénat.
De nombreux observateurs, à l'intérieur et à l'extérieur de l'Iran, notèrent le comportement prudent et la sagesse d'Hoveyda. Pour beaucoup, il incarna l'homme d'État archétypique. Les attributs positifs de Hoveida furent cependant à nouveau ombragés par des scandales et des ragots. La première moitié du gouvernement d'Hoveyda est marquée par un sentiment d'optimisme. Fort de ses réseaux et de son expérience intellectuels, en 1966, Hoveyda tenta de s'affilier de nombreux éléments de la communauté intellectuelle, ainsi que l'opposition, en un accord informel avec le régime. Bien que les pourparlers entre le régime et les autres aient fini par cesser, Hoveyda ne perdit jamais de vue ce qu'un partenariat entre les deux pourrait accomplir. Son approche pragmatique de la politique lui permit d'envisager des processus de réformes supplémentaires susceptibles d'avoir lieu. Hoveyda reprit bon nombre des initiatives de réforme mises en place par l'administration Mansour. En particulier, les plans de réforme proposés par le Shah dans la Révolution blanche. Bien qu'il soit un laïciste, il allait allouer des recettes publiques à l'établissement clérical. Le clergé était considéré comme un rempart contre le communisme par le Shah, et fut constamment renforcé (une politique que le Shah regretta plus tard) sous le mandat d'Hoveida.
En 1967 eut lieu le couronnement du shah, et en 1971 les célébrations du 2500e anniversaire de la fondation de l'empire perse. La situation économique du pays se développe, du moins jusqu'au premier choc pétrolier en 1973 et d'autres problèmes économiques qui suivront. Hoveida décrit le succès de sa politique ainsi en 1976 :

« Le revenu national était, en 1963, de 100 $ par habitant ; en 1972, il était passé à 2069 $. ... en 1963, seulement 10 % des étudiants avaient accès à l'enseignement secondaire et aux études. Au total, 20 000 étudiants étaient inscrits en 1963 dans les universités iraniennes. Aujourd'hui, nous avons 184 collèges et universités avec 149 000 étudiants ... sept millions d'Iraniens fréquentent maintenant une école ou un collège. ... Environ 40 000 Iraniens sont inscrits dans une université en Europe, aux États-Unis ou dans tout autre pays développé. »

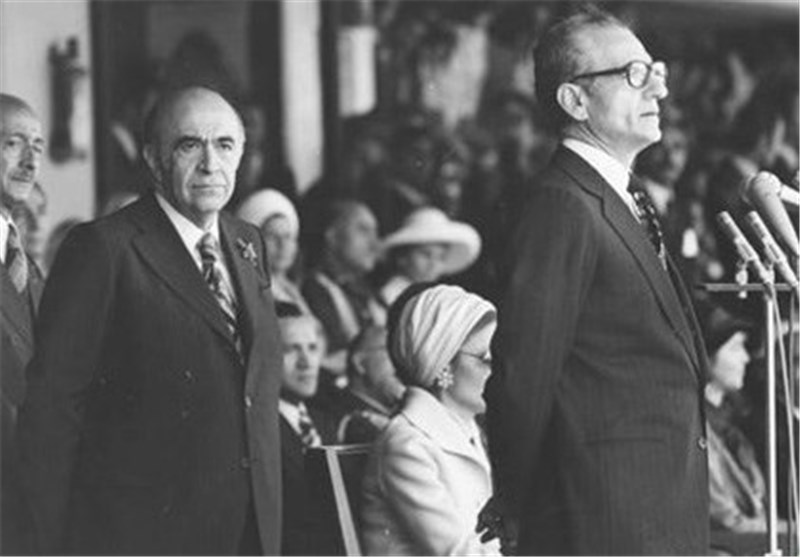
Amir Abbas Hoveida et Mohammad Reza Chah Pahlavi.

Pourtant le temps passe, et mal : dans l'Iran des années 1970, beaucoup de membres importants du gouvernement sont corrompus, et le shah, si souvent flatté par ces derniers ferme les yeux sur le problème. Entouré de ces flagorneurs, le Shah commença à avoir une image de plus en plus déformée de la société iranienne, tout en étant complètement aveugle sur le mécontentement autour de son règne, ainsi que les faiblesses de son propre gouvernement. Hoveida est le principal architecte de la mise en place de ce climat rassurant entour du roi, qui, à terme, se révélera être une façade.

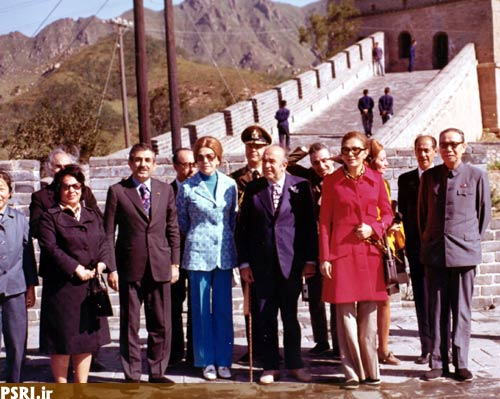
Le Premier ministre Hoveida et la chahbanou lors de leur visite officielle en Chine, septembre 1972.

Car malgré les résultats énoncés ci-dessus, l'incapacité d'Hoveida d'aller de l'avant avec son gouvernement le changent également : depuis son accession au poste, en 1965, il a toujours fermé les yeux sur l'affairisme des courtisans, du gouvernement, de la famille impériale et d'autres personnalités importantes. Les autres officiels du régime, suivant l'exemple du chef de gouvernement, en font un secret de polichinelle. Les recettes publiques du clergé lui permettent de faire taire les religieux, qui pourraient se retourner contre le pouvoir, dont le modernisme les laissent sceptiques, comme l'avaient montré les troubles de 1963.

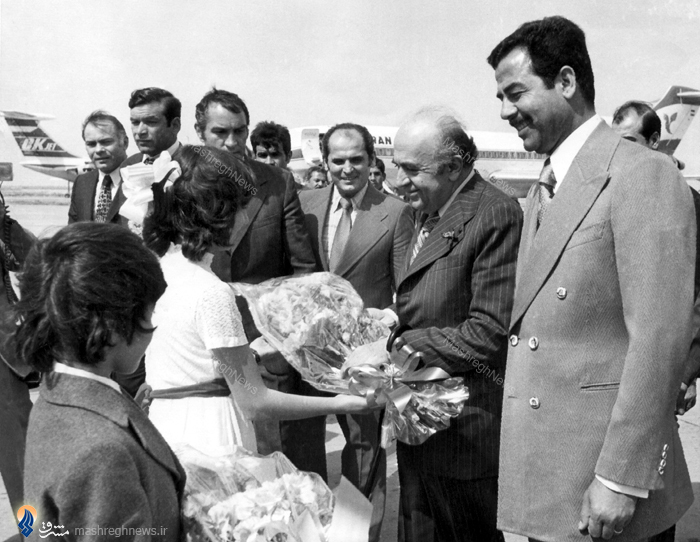
Hoveida accueilli en Irak par Saddam Hussein, en 1975.

Avec le temps, Hoveida s'attache au pouvoir, utilisant les membres et le cadres de son parti politique, Iran Novin, pour créer des réseaux de tous types (lui permettant notamment d'entretenir le climat apaisé de la cour, et surtout autour du chah, pour avoir les mains libres). Pour cela, il utilisa parfois les services secrets, avec la complicité du chef de la SAVAK Nassiri . Selon Yves Bomati et Houchang Nahavandi « Cet intellectuel aux idées avancées, sans vie privée, devient vers la fin de sa carrière désabusé, cynique, intrigant, manipulateur, redouté même par le shah. »  Publiquement, Hoveida disait que le régime dans son état actuel finirait par réformer seul et que la libéralisation politique n'était qu'un petit problème dans le grand plan de modernisation. En privé, Hoveida déplora souvent les conditions réelles de l'Iran, admettant des insuffisances de l'État et sa propre impuissance politique. Le tout étant associée à des rivalités internes complexes. Hoveida eut des relations tendues avec Asadollah Alam et Ardeshir Zahedi, fils du célèbre participant au coup d'État de 1953 contre Mossadegh, le général Fazlollah Zahedi.

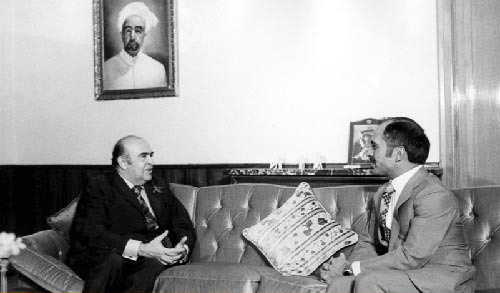
Avec le roi Hussein de Jordanie en juin 1973

Hoveyda flattant le shah, développant un culte de la personnalité autour de lui et mettant en pratique toutes ses volontés, le shah fit d'Hoveyda un membre fidèle de son gouvernement. La tolérance de la corruption et les attaques de la presse firent d'Hoveyda une figure de plus en plus détestée et moquée parmi les Iraniens. Hoveida lui-même devint de plus en plus conscient de ces tensions lui-même. Le chah aussi, et en 1973, ce dernier charge des intellectuels de faire un véritable bilan de la situation du pays : le rapport final, très différent de ce que le shah avait l'habitude d'entendre, transmis au roi puis à Hoveida, restera sans suite. Un rapport semblable, émanant de l'armée, connaîtra le même parcours.

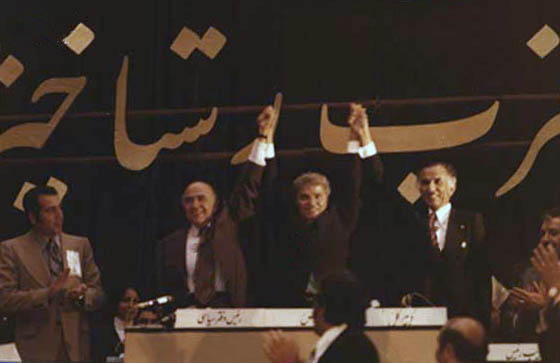
Hoveyda (3) et Amouzegar (1) à un congrès du Rastakhiz.

Le shah décide cependant d'agir : Le 2 mars 1975, il dissout le Parti Iran Novin (dont il n'ignore pas l'influence et les réseaux de ses cadres, surtout Hoveida) et ses éléments d'opposition - dont le Parti Mardom - , ou plus exactement les fusionne dans la création d'un système de parti unique dirigé par le Parti Rastakhiz (Résurgence ou Résurrection). Mais appréciant Hoveida, dont certains dirent qu'il était son ami, le shah décida de le nommer secrétaire général de ce nouveau parti. Il fut cependant vite remplacé par Jamshid Amouzegar, lui-même suivi de Mohammad Baheri. L'action du shah pour réduire l'influence de son Premier ministre passée, le nouveau parti, sans identité ni programme, auquel tous les Iraniens sont supposés appartenir, deviendra un encombrant problème politique, récupéré par les opposants au régime de tous bords, qui avancèrent que le shah avait instauré un parti unique pour fonder un État totalitaire, restreignant encore plus la liberté d'action politique. Il disparaîtra durant l'été 1978, sous le cabinet de Jafar Sharif-Emami.
Après treize années à la tête du gouvernement, le shah le remplace le 7 août 1977 par Jamshid Amouzegar, technocrate formé aux États-Unis et chargé de redresser la situation économique iranienne devenue préoccupante. En effet, le premier choc pétrolier de 1973 finit par déclencher une pression inflationniste discrète que le gouvernement n'arrive pas à enrayer. Elle augmente au fil des années ; l'économie surchauffe et ne suit plus, le gouvernement fait de mauvais calculs, et en 1977, l'inflation est criante.

### Ministre de la Cour
La démission d'Amir Abbas Hoveyda n'est pas tout à fait une disgrâce, puisqu'il sera nommé ministre de la Cour, en remplacement d'Asadollah Alam. Des tensions devenues palpables au tournant des années 1970 ont cependant convaincu le souverain d'offrir aux Iraniens une équipe neuve afin d'effacer les erreurs accumulées[réf. souhaitée], ralentir d'urgence l'escalade d'excès entraînés par une économie en surchauffe (projets pharaoniques, corruption, pénuries, etc.).

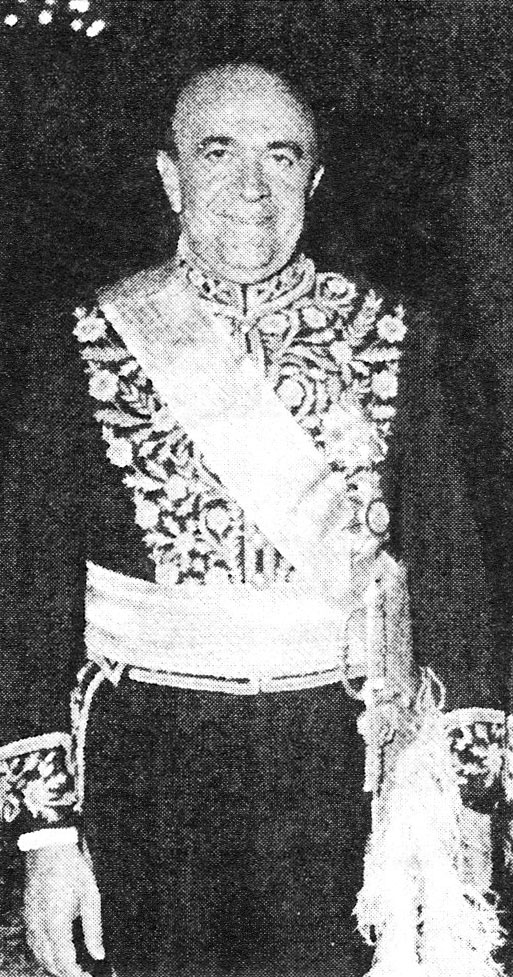
Hoveyda en tenue de gala.

Fin 1977, le principal opposant au régime, Rouhollah Khomeini, un peu oublié depuis 1964, refait parler de lui avec la mort de son fils Mostafa. Ses partisans, trouvant suspect qu'il soit mort d'une crise cardiaque, accusent la police impériale, la SAVAK, de l'avoir assassiné. Fâché du crédit accordé par les médias internationaux à Khomeiny, la BBC retransmettant ses cassettes de propagande (à caractère informel), et du crédit en Iran, avec la tenue de veillée funèbre pour Mostafa à Tabriz et Chiraz — qu'il a pourtant laissée se dérouler —, le chah fait diligenter l'article « L'Iran et la colonisation rouge et noire », paru dans le journal Ettela'at le 9 janvier 1978. L'article, s'il rappelle que Khomeini est originaire d'Inde et son implication dans les émeutes de juin 1963, l'accuse d'avoir eu des relations homosexuelles, sa femme d'avoir des mœurs légères, d'être inculte et un éventuel agent britannique. La réaction ne se fait pas attendre : la publication de l'article conduit à de violentes manifestations des étudiants des écoles religieuses de Qom, au cours desquelles ont lieu des affrontements avec les forces de sécurité. Celles-ci tirent sur la foule, tuant cinq manifestants. Parmi les partisans de Khomeiny, il fut largement répandu qu'on avait tiré sur plus d'une centaine de manifestants, chiffre qui augmenta au fil des jours. Bientôt on parla de 300 manifestants morts. La révolution islamique avait commencé. On accusa Hoveida d'avoir écrit l'article, affirmation sortie de nulle part ; il semble cependant que l'idée d'écrire un article sur Khomeini pour rétablir la vérité et contraster avec le contenu de ses cassettes était bien son idée.

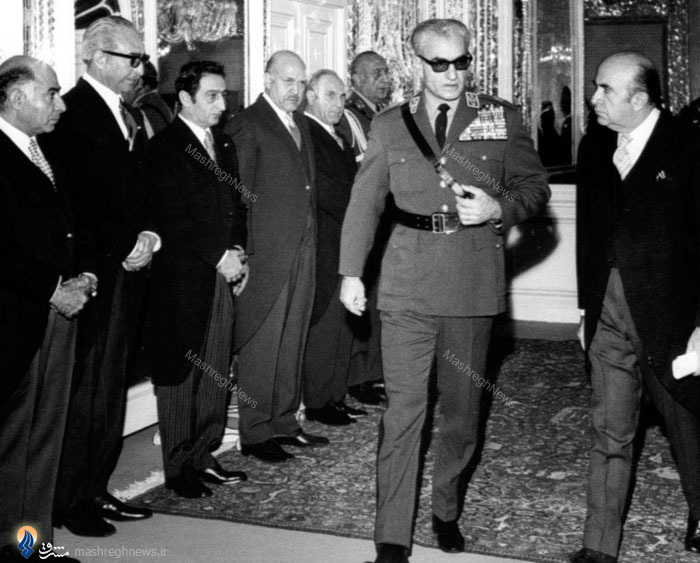
Hoveida et le Chah.

Ministre de la Cour, Hoveida reste un proche conseiller du chah. La situation s'envenimant car les manifestations ne cessent pas et rassemblent à chaque fois plus de monde, une crise politique s'ajoute à la crise économique. Hoveyda chercha à prendre trois mesures : tout d'abord, il voulait remplacer le cabinet de Jamshid Amouzegar par un gouvernement de coalition dirigé par le Front national ou Ali Amini. Il voulait aussi mettre un terme aux machinations financières des membres de la famille royale. Et troisièmement, il essaya de convaincre Mohammad Reza Shah qu'ils ne pouvaient négocier qu'en étant en position de force avec le mouvement d'opposition, et donc qu'il fallait d'abord rétablir la loi et l'ordre.
Hoveyda se voit conseiller par ses amis de quitter le pays ; il s'y refuse car vivant avec sa mère incapable de voyager, et pensant qu'après avoir passé toute sa jeunesse hors du pays, il ne faudrait pas le quitter dans ses heures difficiles. Le chah essaie de le faire partir en lui proposant un poste d'ambassadeur en Belgique, qu'il décline.
Le 9 septembre 1978, à la suite des événements tragiques de la place Jaleh (Vendredi noir) qui firent 95 morts et au moins 250 blessés, Amir Abbas Hoveyda démissionne.
Les émeutes violentes à répétition qui ont lieu à Téhéran depuis le 5 novembre 1978 forcent le chah à poser « un acte fort ». Suivant le conseil des principaux responsables militaires, le monarque ordonne l’arrestation d’Hoveyda. L'ancien chef de gouvernement sera d'abord, dès le 8 novembre, placé en résidence surveillée où il se prépare à un procès public, car le nouveau Premier ministre, le général Azhari, essaie de mener une chasse aux anciens profiteurs, réels ou supposés. Il est arrêté en même temps que soixante autres anciens officiels du régime.

### Incarcération, procès et exécution

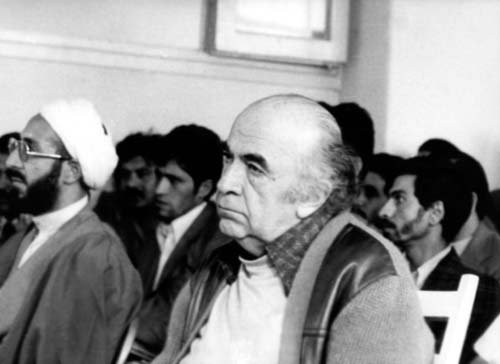
Hoveyda à son procès.

Le 14 janvier 1979, le chah quitte le pays, le laissant entre les mains du successeur d'Azhari, Shapour Bakhtiar. Après quelques espoirs, Khomeiny revient en Iran le 1er février et le pays tombe aux mains de ses partisans le soir du 11 février. Bakhtiar s'enfuit et l'État impérial d'Iran cesse d'exister. Hoveyda est rapidement incarcéré dans la prison de Qasr (banlieue nord de Téhéran). Persuadé qu'il n'a rien à se reprocher et que les révolutionnaires ne lui feront rien, l'ancien Premier ministre du chah n'est pas tenté par la fuite.

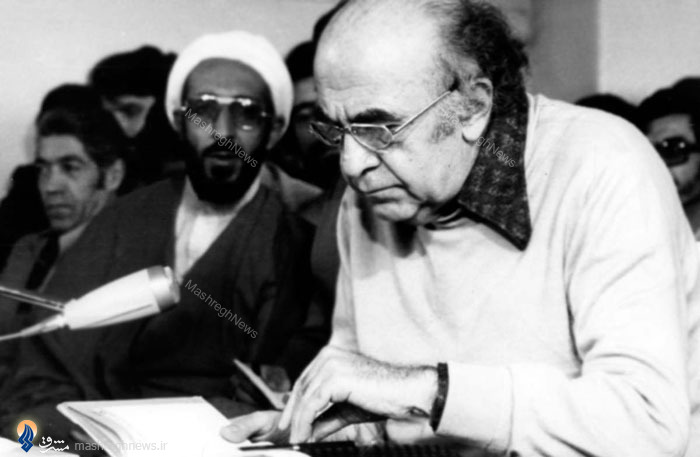
Hoveyda à son procès.

Le 1er avril 1979, la république islamique est née. La journaliste Christine Ockrent obtient l'autorisation d'interviewer Amir Abbas Hoveida dans sa cellule pour le compte de la chaîne FR3. Ébranlé par les questions directes évoquant les cas de torture, les méthodes de la police politique du shah, il ne semble pas vouloir se défendre. Désabusé et imperturbable, il se considère comme étant un bouc émissaire. Malgré les lettres de protestation et de soutien émanant de l'Occident, il est finalement jugé à huis clos. À l'issue d'un procès expéditif en deux séances, il est abattu d'une balle dans la tête, sitôt la sentence prononcée par l'ayatollah Khalkhali.

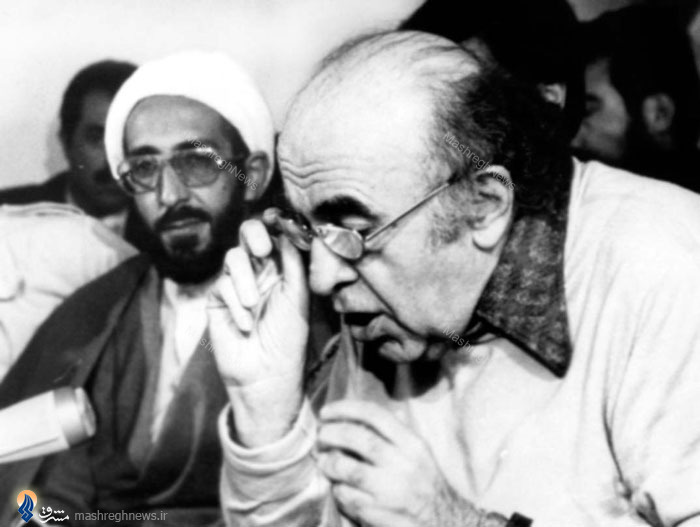
Hoveyda à son procès.

Il fut accusé de dix-sept chefs d'inculpations :
- Propager la corruption sur terre.
- Combattre Dieu, les créatures de Dieu et le Vice-Roi de l'imam Zaman.
- Actes de sédition au détriment de l'indépendance et de la sécurité nationale, par la formation de cabinets qui étaient les marionnettes des États-Unis et de l'Angleterre et en défendant les intérêts des colonialistes.
- Complots contre la souveraineté nationale par interférence dans les élections du Majlis, nommant et destituant ministres selon la volonté des ambassades étrangères.
- Avoir confisqué les ressources souterraines (pétrole, cuivre et uranium) au profit des étrangers.
- Expansion de l'impérialisme américain et de ses alliés européens en Iran, par la destruction des ressources internes et la transformation de l'Iran en un marché pour les produits étrangers.
- Avoir détourné les recettes nationales du pétrole vers le Shah et Farah et vers les pays dépendants de l'Occident, puis emprunter de l'argent à un intérêt élevé et servir les conditions des pays américains et occidentaux.
- Ruine de l'agriculture et destruction des forêts.
- Participation directe dans des actes d'espionnage pour l'Occident et le sionisme.
- Complicité avec les conspirateurs du CENTO et de l'OTAN pour l'oppression des peuples de Palestine, Vietnam et d'Iran.
- Être membre actif de la franc-maçonnerie à la loge Foroughi selon les documents existants et les confessions de l'accusé.
- Participation à terroriser et à effrayer les gens qui cherchent la justice, y compris leur infliger mort et blessures et limiter leur liberté en censurant et fermant les journaux et censurant les livres.
- Être le fondateur et le premier secrétaire général du despotique parti "Rastakhiz du peuple Iranien".
- Étaler la corruption culturelle et éthique et participer directement à la consolidation des piliers du colonialisme et à l'octroi de droits capitulateurs aux Américains.
- Participation directe à la contrebande d'héroïne en France avec Hassan Ali Mansour.
- Désinformation par la publication de journaux dés-informateurs et désignation d'éditeurs marionnettes pour diriger les médias.

Verdict : 

« Selon les procès-verbaux des réunions du Cabinet et du Conseil économique suprême, et les revendications des demandeurs privés, y compris Ali Sayyed Javadi, et en tenant compte des documents trouvés dans la SAVAK, dans le bureau du Premier ministre et des confessions de Manouchehr Azmoun, Mahmoud Jafarian, Parviz Nick-khah, et les confessions de l'accusé, puisque la commission des crimes est certaine, le procureur de la Cour révolutionnaire islamique demande au tribunal d'émettre le jugement de la peine de mort et la confiscation de tous vos biens [ceux d'Hoveyda]. »

Le corps d'Hoveida repose pendant trois mois à la morgue de la médecine légale, avant d'être jeté dans un endroit inconnu.

## Analyses et bilan
Houchang Nahavandi, ancien ministre et professeur d'université iranien, pense qu'Hoveida, Premier ministre durant treize ans, fut « le grand responsable de l'inertie gouvernementale » et des événements qui s'ensuivirent.

## Vie privée

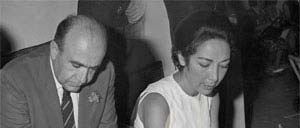
Amir Abbas Hoveida et son épouse Leila Emami.

Le 19 juillet 1966, Hoveyda épousa Leila Emami lors d'une cérémonie plutôt simple. Seuls un petit nombre d'invités y participèrent, parmi eux le Shah, la reine Farah, les parents de Leila, la mère d'Hoveyda, son ami Manouchehr Shahgholi et la femme de ce dernier. Le mariage se termina en divorce cinq ans plus tard en 1971, mais les deux anciens époux restèrent amis, voyageant souvent ensemble. Ils n'avaient pas eu d'enfant.
Hoveida séduisait souvent son entourage par sa simplicité, conduisant lui-même, même devenu Premier ministre, sa Peykan pour faire le tour de la capitale, accompagné de son garde du corps, son chauffeur étant assis à l'arrière. En outre, certaines sources avancent qu'il vivait avec sa mère, à Darouss, dans la banlieue de Téhéran.

## Décorations
- Grand-croix de l'ordre de Tadj (Nishan-i-Taj-i-Iran)
- Grand-croix de la Légion d'honneur (France) le 29 décembre 1976[31]. Il est le dernier des Persans et Iraniens à avoir reçu la grand-croix de la Légion d’honneur[32].